# Eumisopins
Els eumisopins (Eumysopinae) són una subfamília de rosegadors de la família de les rates espinoses. Aquest grup conté una cinquantena d'espècies vivents repartides en nou gèneres i oriündes de Sud-amèrica. Els representants d'aquest grup tenen les dents premolars i molars hipselodontes (amb la corona llarga i les arrels curtes), amb tres arrels a cada dent.